# Breguet 19
Breguet 19 (Breguet XIX, Br.19 hay Bre.19) là một loại máy bay ném bom/trinh sát hạng nhẹ của Pháp, nó còn dùng để bay các chuyến bay khoảng cách dài, do công ty Breguet thiết kế và sản xuất từ năm 1924.

## Biến thể
- Br.19.01
- Br.19.02 to 011
- Br.19 A2
- Br.19 B2
- Br.19 CN2
- Br.19 GR (Grand Raid)
- Br.19 TR Bidon
- Br.19 TF Super Bidon
- Br.19 ter
- Br.19.7
- Br.19.8
- Br.19.9
- Br.19.10

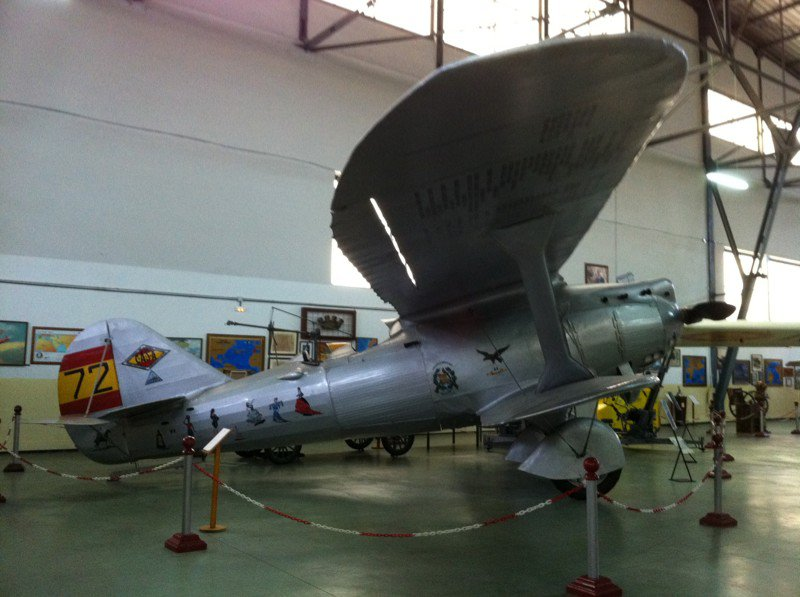
Jesús del Gran Poder, một phiên bản đặc biệt của Breguet 19 đã bay tới Brasil từ Tây Ban Nha vào năm 1929

- Br.19 hydro (hayr thủy phi cơ Breguet 19)
- Nakajima-Breguet Reconnaissance Seaplane - Nakajima chế tạo phiên bản thủy phi cơ Breguet 19-A2B.

Các biến thể chở khách khác với khung vỏ được làm lại hoàn toàn được định danh:
- Br.26T (1926)
- Br.26TS hoặc Br.261T
- Br.280T
- Br.281T
- Br.284T

## Quốc gia sử dụng
Argentina
- Không quân Argentina

 Bỉ
- Không quân Bỉ

 Bolivia
- Không quân Bolivia

 Brasil
- Không quân Brasil

 Đài Loan
- Không quân Cộng hòa Trung Hoa

 Independent State of Croatia
- Zrakoplovstvo Nezavisne Države Hrvatske

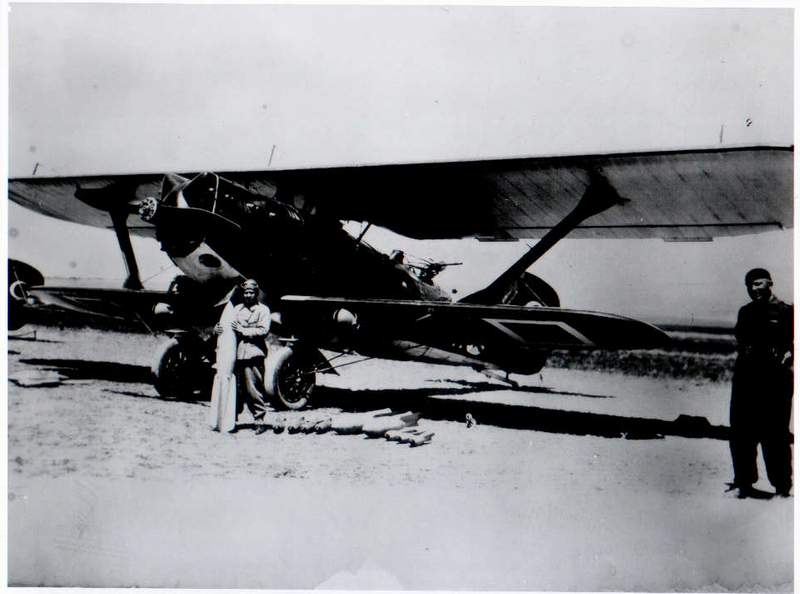
Sabiha Gökçen mang một quả bom trước phi vụ ném bom Dersim với chiếc Breguet 19.

 Pháp
- Aéronautique Militaire
- Hải quân Pháp

 Greece
- Không quân Hy Lạp

 Italy
- Regia Aeronautica

 Nhật Bản
 Ba Tư
- Không quân Ba Tư

 Ba Lan
- Không quân Ba Lan

 Romania
- Không quân Hoàng gia Romania

 Liên Xô
- Không quân Liên Xô

 Vương quốc Tây Ban Nha &  Cộng hòa Tây Ban Nha
- Aeronáutica Militar

 Thổ Nhĩ Kỳ
- Không quân Thổ Nhĩ Kỳ

 Anh Quốc
- Không quân Hoàng gia

 Uruguay
- Không quân Uruguay

 Venezuela
- Không quân Venezuela

 Kingdom of Yugoslavia
- Không quân Hoàng gia Nam Tư

 Nam Tư
- Không quân SFR Nam Tư

## Tính năng kỹ chiến thuật (Br 19 A.2)
Dữ liệu lấy từ The Encyclopedia of World Aircraft
Đặc điểm tổng quát
- Kíp lái: 2
- Chiều dài: 9,61 m (31 ft 6¼ in)
- Sải cánh: 14,83 m (48 ft 7¾ in)
- Chiều cao: 3,69 m (12 ft 1¼ in)
- Diện tích cánh: 50 m² (538 ft²)
- Trọng lượng rỗng: 1.387 kg (3.058 lb)
- Trọng lượng cất cánh tối đa: 2.500 kg (5.511 lb)
- Động cơ: 1 × Lorraine 12Ed, 336 kW (450 hp)

 Hiệu suất bay 
- Vận tốc cực đại: 214 km/h (133 mph)
- Tầm bay: 800 km (500 mi)
- Trần bay: 7.200 m (23.620 ft)

Trang bị vũ khí

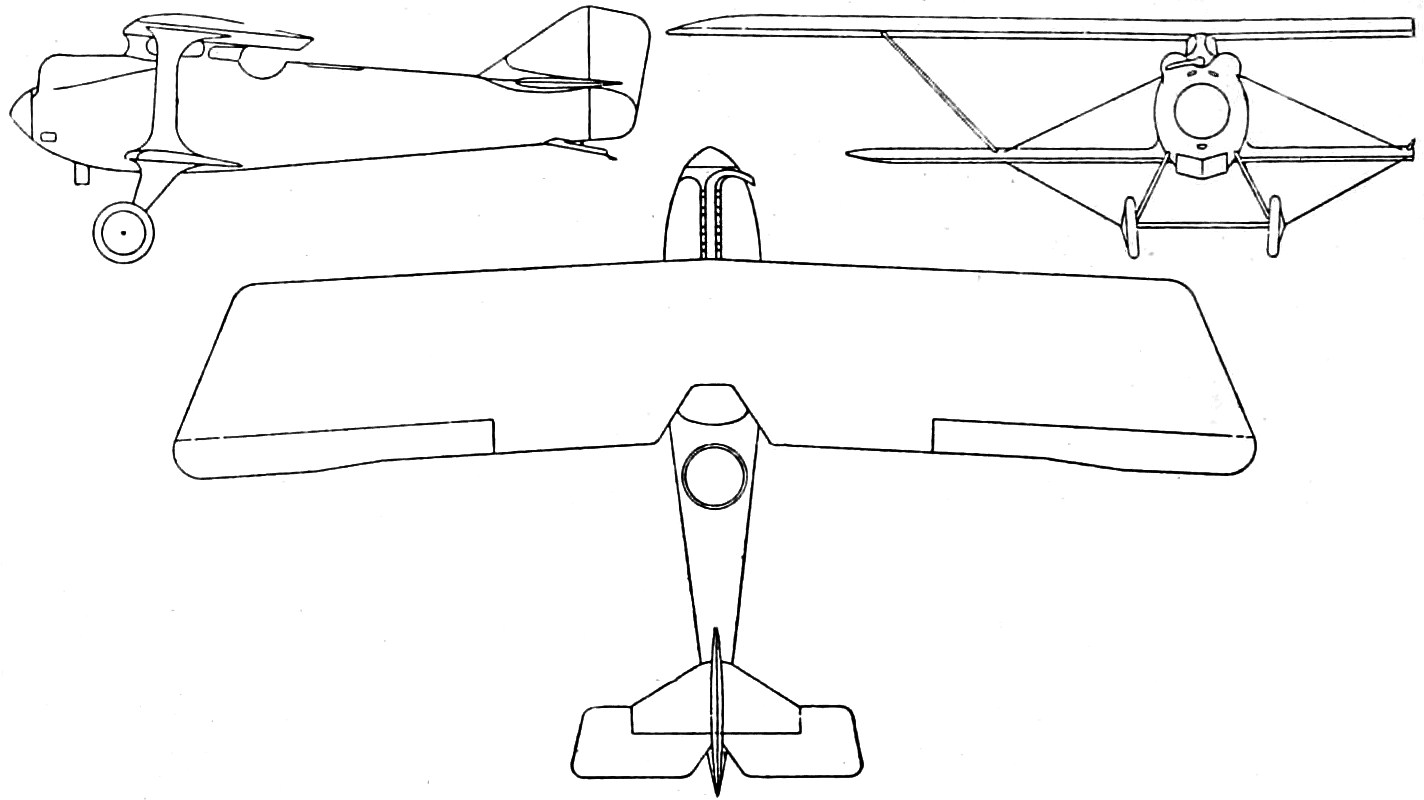
Breguet 19

- 1 × súng máy Vickers 7,7mm (.303 in) và 2 súng máy Lewis 7,7 mm (.303 in).
- Có thể mang bom.